# Scoparia eutacta
Scoparia eutacta là một loài bướm đêm trong họ Crambidae.